# Ligue des champions de la CAF 2024-2025
Navigation
Édition précédente Édition suivante
La Ligue des champions de la CAF 2024-2025 ou Ligue des champions de la CAF Total Énergies pour des raisons de parrainage, est la 61e édition de la plus prestigieuse des compétitions inter-clubs africaines de football et la 29e édition sous ce format. 
Cette compétition organisée par la CAF oppose les 59 meilleurs clubs africains qui se sont illustrés dans leurs championnats respectifs la saison précédente.
Le vainqueur de la Ligue des champions se qualifie pour la Ligue des champions de la CAF 2025-2026, la Supercoupe de la CAF 2025, la Coupe intercontinentale de la FIFA 2025 et la Coupe du monde des clubs de la FIFA 2029.

## Format
Le format de cette compétition est identique à celui des éditions précédentes. Les nations présentent un ou deux clubs en fonction de leur classement quinquennal de la saison passée, qui sont qualifiés pour le premier ou le second tour de qualification en fonction du classement quinquennal individuel des clubs.
Les équipes franchissant les tours de qualification sont réparties dans quatre chapeaux de 4 équipes selon le classement quinquennal individuel des clubs.
La phase de groupe de la compétition est composés de groupes de 4 équipes et la phase finale de trois tours allant des quarts de finale jusqu'à la finale.

## Participants
59 équipes provenant de 47 associations membres de la CAF participent à la Ligue des champions 2024‑2025.
D'après le classement quinquennal de la CAF 2024, une liste définit d’abord le nombre de clubs qu’une association a le droit d’envoyer :
- Le vainqueur de la Ligue des champions de la CAF 2023-2024 est qualifié d'office ;
- Les associations aux places 1 à 12 envoient deux clubs dans la compétition ;
- Les associations aux places 13 à 47 envoient un club dans la compétition.

| Égypte (1er - 184 pts)                               | Égypte (1er - 184 pts)                               | Maroc (2e Classement quinquenal - 148 pts)          | Maroc (2e Classement quinquenal - 148 pts)          |
| ---------------------------------------------------- | ---------------------------------------------------- | --------------------------------------------------- | --------------------------------------------------- |
| Champion 2023-2024                                   | Al-Ahly SC                                           | Champion 2023-2024                                  | Raja CA                                             |
| 2e du Championnat 2023-2024                          | Pyramids FC                                          | 2e du Championnat 2023-2024                         | AS FAR                                              |
| Algérie (3e Classement quinquenal - 119 pts)         | Algérie (3e Classement quinquenal - 119 pts)         | Afrique du Sud (4e Classement quinquenal - 106 pts) | Afrique du Sud (4e Classement quinquenal - 106 pts) |
| Champion 2023-2024                                   | MC Alger                                             | Champion 2023-2024                                  | Mamelodi Sundowns FC                                |
| 2e du Championnat 2023-2024                          | CR Belouizdad                                        | 2e du Championnat 2023-2024                         | Orlando Pirates FC                                  |
| Tunisie (5e Classement quinquenal - 97 pts)          | Tunisie (5e Classement quinquenal - 97 pts)          | Tanzanie (6e Classement quinquenal - 71 pts)        | Tanzanie (6e Classement quinquenal - 71 pts)        |
| Champion 2023-2024                                   | ES Tunis                                             | Champion 2023-2024                                  | Young Africans                                      |
| 2e du Championnat 2023-2024                          | US Monastir                                          | 2e du Championnat 2023-2024                         | Azam FC                                             |
| RD Congo (7e Classement quinquenal - 54 pts)         | RD Congo (7e Classement quinquenal - 54 pts)         | Angola (8e Classement quinquenal - 51,5 pts)        | Angola (8e Classement quinquenal - 51,5 pts)        |
| Champion 2023-2024                                   | TP Mazembe                                           | Champion 2023-2024                                  | Petro Atlético                                      |
| 2e du Championnat 2023-2024                          | AS Maniema Union                                     | 2e du Championnat 2023-2024                         | Sagrada Esperança                                   |
| Soudan (9e Classement quinquenal - 37 pts)           | Soudan (9e Classement quinquenal - 37 pts)           | Libye (10e Classement quinquenal - 35 pts)          | Libye (10e Classement quinquenal - 35 pts)          |
| Vainqueur tournoi de qualification                   | Al Hilal Club                                        | Champion 2023-2024                                  | Al Nasr Benghazi                                    |
| 2e du tournoi de qualification                       | Al-Merreikh SC                                       | 2e du Championnat 2023-2024                         | Al-Ahly Benghazi                                    |
| Côte d'Ivoire (11e Classement quinquenal - 30,5 pts) | Côte d'Ivoire (11e Classement quinquenal - 30,5 pts) | Nigeria (12e Classement quinquenal - 25 pts)        | Nigeria (12e Classement quinquenal - 25 pts)        |
| Champion 2023-2024                                   | FC San-Pédro                                         | Champion 2023-2024                                  | Enugu Rangers                                       |
| 2e du Championnat 2023-2024                          | Stade d'Abidjan                                      | 2e du Championnat 2023-2024                         | Remo Stars FC                                       |
| Guinée (13e Classement quinquenal - 20,5 pts)        | Guinée (13e Classement quinquenal - 20,5 pts)        | Ghana (14e Classement quinquenal - 20 pts)          | Ghana (14e Classement quinquenal - 20 pts)          |
| Champion 2023-2024                                   | Milo FC                                              | Champion 2023-2024                                  | Samartex                                            |
| Mali (15e Classement quinquenal - 15 pts)            | Mali (15e Classement quinquenal - 15 pts)            | Cameroun (16e Classement quinquenal - 11,5 pts)     | Cameroun (16e Classement quinquenal - 11,5 pts)     |
| Champion 2023-2024                                   | Djoliba AC                                           | Champion 2023-2024                                  | Victoria United                                     |
| Mauritanie (17e Classement quinquenal - 10,5 pts)    | Mauritanie (17e Classement quinquenal - 10,5 pts)    | Congo (18e Classement quinquenal - 9,5 pts)         | Congo (18e Classement quinquenal - 9,5 pts)         |
| Champion 2023-2024                                   | FC Nouadhibou                                        | Champion 2023-2024                                  | AC Léopards                                         |
| Botswana (19e Classement quinquenal - 8 pts)         | Botswana (19e Classement quinquenal - 8 pts)         | Zambie (20e Classement quinquenal - 7,5 pts)        | Zambie (20e Classement quinquenal - 7,5 pts)        |
| Champion 2023-2024                                   | Jwaneng Galaxy FC                                    | Champion 2023-2024                                  | Red Arrows FC                                       |
| Sénégal (21e Classement quinquenal - 6 pts)          | Sénégal (21e Classement quinquenal - 6 pts)          | Togo (22e Classement quinquenal - 4 pts)            | Togo (22e Classement quinquenal - 4 pts)            |
| Champion 2023-2024                                   | Teungueth FC                                         | Champion 2023-2024                                  | ASKO Kara                                           |
| Ouganda (23e Classement quinquenal - 4 pts)          | Ouganda (23e Classement quinquenal - 4 pts)          | Eswatini (24e Classement quinquenal - 1,5 pts)      | Eswatini (24e Classement quinquenal - 1,5 pts)      |
| Champion 2023-2024                                   | Villa SC                                             | Champion 2023-2024                                  | Mbabane Swallows                                    |
| Niger (25e Classement quinquenal - 1,5 pts)          | Niger (25e Classement quinquenal - 1,5 pts)          | Zimbabwe (26e Classement quinquenal - 1 pt)         | Zimbabwe (26e Classement quinquenal - 1 pt)         |
| Champion 2023-2024                                   | AS Garde Nationale                                   | Champion 2023                                       | Ngezi Platinum FC                                   |
| Burkina Faso (26e Classement quinquenal - 1 pt)      | Burkina Faso (26e Classement quinquenal - 1 pt)      | Bénin (28e Classement quinquenal - 0,5 pt)          | Bénin (28e Classement quinquenal - 0,5 pt)          |
| Champion 2023-2024                                   | AS Douanes                                           | Champion 2023-2024                                  | Coton FC                                            |
| Burundi (NC - 0 pt)                                  | Burundi (NC - 0 pt)                                  | Rép. centrafricaine (NC - 0 pt)                     | Rép. centrafricaine (NC - 0 pt)                     |
| Champion 2023-2024                                   | Vital’O FC                                           | Champion 2023-2024                                  | Red Star FC                                         |
| Tchad (NC - 0 pt)                                    | Tchad (NC - 0 pt)                                    | Comores (NC - 0 pt)                                 | Comores (NC - 0 pt)                                 |
| Champion 2023                                        | AS PSI                                               | Champion 2023-2024                                  | US Zilimadjou                                       |
| Djibouti (NC - 0 pt)                                 | Djibouti (NC - 0 pt)                                 | Guinée équatoriale (NC - 0 pt)                      | Guinée équatoriale (NC - 0 pt)                      |
| Champion 2023-2024                                   | AS Arta/Solar7                                       | Champion 2023-2024                                  | Deportivo Mongomo                                   |
| Éthiopie (NC - 0 pt)                                 | Éthiopie (NC - 0 pt)                                 | Kenya (NC - 0 pt)                                   | Kenya (NC - 0 pt)                                   |
| Champion 2023-2024                                   | Banks SC                                             | Champion 2023-2024                                  | Gor Mahia FC                                        |
| Liberia (NC - 0 pt)                                  | Liberia (NC - 0 pt)                                  | Madagascar (NC - 0 pt)                              | Madagascar (NC - 0 pt)                              |
| Champion 2023-2024                                   | Watanga FC                                           | Champion 2023-2024                                  | Disciples FC                                        |
| Malawi (NC - 0 pt)                                   | Malawi (NC - 0 pt)                                   | Mozambique (NC - 0 pt)                              | Mozambique (NC - 0 pt)                              |
| Champion 2023                                        | Nyasa Big Bullets FC                                 | Champion 2023                                       | CF Beira                                            |
| Namibie (NC - 0 pt)                                  | Namibie (NC - 0 pt)                                  | Rwanda (NC - 0 pt)                                  | Rwanda (NC - 0 pt)                                  |
| Champion 2023-2024                                   | African Stars FC                                     | Champion 2023-2024                                  | APR FC                                              |
| Seychelles (NC - 0 pt)                               | Seychelles (NC - 0 pt)                               | Sierra Leone (NC - 0 pt)                            | Sierra Leone (NC - 0 pt)                            |
| Champion 2023-2024                                   | Saint-Louis Suns United                              | Champion 2023-2024                                  | Bo Rangers FC                                       |
| Somalie (NC - 0 pt)                                  | Somalie (NC - 0 pt)                                  | Soudan du Sud (NC - 0 pt)                           | Soudan du Sud (NC - 0 pt)                           |
| Champion 2023-2024                                   | Dekedaha FC                                          | Champion 2023                                       | Al Merreikh Bentiu                                  |
| Zanzibar (NC - 0 pt)                                 |                                                      |                                                     |                                                     |
| Champion 2023-2024                                   | JKU SC                                               |                                                     |                                                     |

Le Cap Vert, l'Erythrée, le Gabon, la Gambie, la Guinée Bissau, le Lesotho, l'Ile Maurice, La Réunion et Sao Tomé et Principe, ne présentent pas de clubs dans cette compétition.

## Calendrier
| Nom                                             | Tirage au sort | Match aller                                | Match retour                            | Nombre de participants |
| ----------------------------------------------- | -------------- | ------------------------------------------ | --------------------------------------- | ---------------------- |
| Tours de qualification (2024)                   |                |                                            |                                         |                        |
| Premier tour préliminaire                       | 11 juillet     | 16-18 aout                                 | 22-25 aout                              | 52                     |
| Deuxième tour préliminaire                      | 11 juillet     | 13-14 septembre                            | 20 -21 septembre                        | 32 (27+5)              |
| Phase de groupes (2024-2025)                    |                |                                            |                                         |                        |
| Journées 1 et 4 Journées 2 et 5 Journées 3 et 6 | 7 octobre      | 26-27 novembre 6-8 décembre 13-15 décembre | 3-5 janvier 10-12 janvier 17-19 janvier | 16                     |
| Phase finale (2025)                             |                |                                            |                                         |                        |
| Quarts de finale                                | 20 février     | 1er avril                                  | 8 avril                                 | 8                      |
| Demi-finales                                    | 20 février     | 18-19 avril                                | 25-26 avril                             | 4                      |
| Finale                                          | 20 février     | 24 mai                                     | 1er juin                                | 2                      |

## Tours de qualification
Cinq clubs sont exemptés du premier tour préliminaire et intègrent la compétition directement à partir du tour suivant.
Il s'agit des cinq clubs qualifié via leur championnat étant le mieux classé au Classement quinquennal des clubs.
| Rang 2024 | Club                 | Score |
| --------- | -------------------- | ----- |
| 1         | Al-Ahly SC           | 77    |
| 2         | ES Tunis             | 61    |
| 4         | Mamelodi Sundowns FC | 54    |
| 8         | Petro Atlético       | 39    |
| 9         | TP Mazembe           | 38    |
| 10        | CR Belouizdad        | 37    |
| 12        | Raja CA              | 35    |
| 13        | Young Africans SC    | 31    |
| 15        | Pyramids FC          | 29    |
| 16        | Al-Hilal Omdurman    | 25    |
| 21        | Orlando Pirates FC   | 16    |
| 27        | FC Nouadhibou        | 10,5  |

| Rang 2024 | Club              | Score |
| --------- | ----------------- | ----- |
| 31        | Al-Merreikh SC    | 9     |
| 34        | Sagrada Esperança | 8     |
| 34        | Jwaneng Galaxy FC | 8     |
| 36        | AS FAR            | 8     |
| 36        | US Monastir       | 8     |
| 43        | MC Alger          | 6     |
| 49        | ASKO Kara         | 4     |
| 62        | Teungueth FC      | 2     |
| 69        | Al-Ahly Benghazi  | 1     |
| 69        | Enugu Rangers     | 1     |
| 69        | Djoliba AC        | 1     |
| 78        | FC San-Pédro      | 0,5   |

- Equipe qualifié pour le second tour préliminaire
- Equipe qualifié pour le premier tour préliminaire

Le tirage au sort des tours de qualification a eu lieu le 11 juillet 2024 au siège de la CAF au Caire. 
Lors des tours de qualification, chaque match se joue sur une base aller-retour. Si le score global est à égalité après le match retour, la règle des buts à l'extérieur est appliquée, et si l'égalité persiste,des tirs au but sont utilisés pour déterminer le vainqueur (Règlements III. 13 & 14).

### Premier tour préliminaire
Ce tour concerne les équipes classées au-delà de la 6e place du classement quinquennal des clubs parmi les équipes qualifiés. Les vainqueurs de ce tour se qualifient pour le deuxième tour préliminaire.
| Équipe                  | Aller | Total             | Retour  | Équipe             |
| ----------------------- | ----- | ----------------- | ------- | ------------------ |
| Al Merreikh Bentiu      | 1 - 0 | 2 - 5             | 1 - 5   | Gor Mahia FC       |
| AS Arta/Solar7          | 0 - 2 | 4 - 5             | 4 - 3   | Dekedaha FC        |
| Villa SC                | 1 - 2 | 2 - 3             | 1 - 1   | Banks SC           |
| Vital’O FC              | 0 - 4 | 0 - 10            | 0 - 6   | Young Africans     |
| Azam FC                 | 1 - 2 | 1 - 4             | 0 - 2   | APR FC             |
| JKU SC                  | 0 - 6 | 1 - 9             | 1 - 3   | Pyramids FC        |
| Mbabane Swallows        | 1 - 0 | 1 - 0             | 0 - 0   | CF Beira           |
| Ngezi Platinum          | 0 - 0 | 0 - 0 (3 - 4 tab) | 0 - 0   | AS Maniema Union   |
| Nyasa Big Bullets FC    | 2 - 1 | 2 - 3             | 0 - 2   | Red arrows FC      |
| African Stars FC        | 1 - 0 | 1 - 1 (5 - 6 tab) | 0 - 1   | Jwaneng Galaxy FC  |
| Disciples FC            | 0 - 0 | 0 - 4             | 0 - 4   | Orlando Pirates FC |
| US Zilimadjou           | 0 - 1 | 1 - 2             | 1 - 1   | Enugu Rangers      |
| Saint-Louis Suns United | 0 - 1 | 0 - 4             | 0 - 3   | Sagrada Esperança  |
| AS Douanes              | 0 - 0 | 1E - 1            | 1 - 1   | Coton FC           |
| AC Léopards             | 0 - 2 | 0 - 3             | 0 - 1   | CR Belouizdad      |
| Victoria United         | 0 - 1 | 0 - 2             | 0 - 1   | Samartex           |
| ASGNN                   | 1 - 2 | 1 - 7             | 0 - 5   | Raja CA            |
| AS PSI                  | 0 - 1 | 0 - 3             | 0 - 2   | US Monastir        |
| Watanga FC              | 0 - 2 | 0 - 4             | 0 - 2   | MC Alger           |
| Red Star                | 0 - 0 | 0 - 3             | 0Ft - 3 | Djoliba AC         |
| Deportivo Mongomo       | 2 - 2 | 2 - 3             | 0 - 1   | ASKO Kara          |
| Stade d'Abidjan         | 1 - 1 | 2 - 2 (5 - 4 tab) | 1 - 1   | Teungueth FC       |
| Milo Football Club      | 0 - 0 | 1E - 1            | 1 - 1   | FC Nouadhibou      |
| Bo Rangers FC           | 1 - 1 | 1 - 2             | 0 - 1   | FC San-Pédro       |
| Al-Ahly Benghazi        | 0 - 1 | 1 - 2             | 1 - 1   | Al Hilal Club      |
| Al Nasr Benghazi        | 0 - 0 | 0 - 2             | 0 - 2   | Al-Merreikh SC     |
| Remo Stars FC           | 2 - 1 | 2 - 3             | 0 - 2   | AS FAR             |

### Deuxième tour préliminaire
Ce tour concerne les équipes classées entre la 1re et la 5e place du classement quinquennal des clubs parmi les équipes qualifiés ainsi que les vainqueurs du tour précédent. Les vainqueurs de ce tour se qualifient pour la phase de groupe.
| Équipe                 | Aller | Total             | Retour | Équipe               |
| ---------------------- | ----- | ----------------- | ------ | -------------------- |
| Gor Mahia FC           | 0 - 3 | 0 - 6             | 0 - 3  | Al Ahly SC           |
| Dekedaha Football Club | 1 - 4 | 1 - 12            | 0 - 8  | ES Tunis             |
| Banks SC               | 0 - 1 | 0 - 7             | 0 - 6  | Young Africans       |
| APR FC                 | 1 - 1 | 2 - 4             | 1 - 3  | Pyramids FC          |
| Mbabane Swallows       | 0 - 4 | 0 - 8             | 0 - 4  | Mamelodi Sundowns FC |
| AS Maniema Union       | 2 - 1 | 2 - 1             | 0 - 0  | Petro Atlético       |
| Red arrows             | 0 - 2 | 1 - 4             | 1 - 2  | TP Mazembe           |
| Jwaneng Galaxy FC      | 0 - 2 | 0 - 3             | 0 - 1  | Orlando Pirates FC   |
| Enugu Rangers          | 1 - 0 | 2 - 3             | 1 - 3  | Sagrada Esperança    |
| AS Douanes             | 1 - 0 | 1 - 1 (3 - 4 tab) | 0 - 1  | CR Belouizdad        |
| Samartex               | 2 - 2 | 2 - 4             | 0 - 2  | Raja CA              |
| US Monastir            | 1 - 0 | 1 - 2             | 0 - 2  | MC Alger             |
| Djoliba AC             | 1 - 0 | 2 - 0             | 1 - 0  | ASKO Kara            |
| Stade d'Abidjan        | 2 - 0 | 3 - 2             | 1 - 2  | Milo Football Club   |
| FC San-Pédro           | 2 - 2 | 2 - 3             | 0 - 1  | Al Hilal Club        |
| Al-Merreikh SC         | 2 - 2 | 2 - 4             | 0 - 2  | AS FAR               |

## Phase de groupe

### Format et tirage au sort
Le tirage au sort a lieu le 7 octobre 2024 au Caire en Égypte. Les seize équipes participantes sont placées dans quatre pot de quatre équipes.
Les équipes sont placés dans les pots en fonction du Classement quinquennal des clubs.

#### Pot du tirage au sort
| Pot 1                            | Pot 2                         | Pot 3                       | Pot 4                   |
| -------------------------------- | ----------------------------- | --------------------------- | ----------------------- |
| Al-Ahly SC (77 pts) T Ch         | CR Belouizdad (37 pts)        | Al Hilal Club (25 pts) Ch   | MC Alger (6 pts) Ch     |
| ES Tunis (61 pts) Ch             | Raja CA (35 pts) Ch           | Orlando Pirates FC (16 pts) | Djoliba AC (1 pt) Ch    |
| Mamelodi Sundowns FC (54 pts) Ch | Young Africans SC (31 pts) Ch | AS FAR (8 pts)              | AS Maniema Union (0 pt) |
| TP Mazembe (38 pts) Ch           | Pyramids FC (29 pts)          | Sagrada Esperança (8 pts)   | Stade d'Abidjan (0 pt)  |

### Classements et Résultats
| Légende des classements - Qualifié pour les quarts de finale | 0 | Légende des résultats - Victoire à domicile - Match nul - Victoire à l'extérieur |

#### Groupe A
| Rang | Équipe            | Pts | J | G | N | P | Bp | Bc | Diff |  | Résultats (▼ dom., ► ext.) |     |     |     |     |
| ---- | ----------------- | --- | - | - | - | - | -- | -- | ---- |  | -------------------------- | --- | --- | --- | --- |
| 1    | Al Hilal Club     | 10  | 6 | 3 | 1 | 2 | 6  | 7  | -1   |  | Al Hilal Club              |     | 1-1 | 0-1 | 2-1 |
| 2    | MC Alger          | 9   | 6 | 2 | 3 | 1 | 4  | 2  | +2   |  | MC Alger                   | 0-1 |     | 2-0 | 1-0 |
| 3    | Young Africans SC | 8   | 6 | 2 | 2 | 2 | 5  | 6  | -1   |  | Young Africans SC          | 0-2 | 0-0 |     | 3-1 |
| 4    | TP Mazembe        | 5   | 6 | 1 | 2 | 3 | 7  | 7  | 0    |  | TP Mazembe                 | 4-0 | 0-0 | 1-1 |     |

#### Groupe B
| Rang | Équipe               | Pts | J | G | N | P | Bp | Bc | Diff |  | Résultats (▼ dom., ► ext.) |     |     |     |     |
| ---- | -------------------- | --- | - | - | - | - | -- | -- | ---- |  | -------------------------- | --- | --- | --- | --- |
| 1    | AS FAR               | 10  | 6 | 2 | 4 | 0 | 8  | 4  | +4   |  | AS FAR                     |     | 1-1 | 1-1 | 2-0 |
| 2    | Mamelodi Sundowns FC | 9   | 6 | 2 | 3 | 1 | 5  | 4  | +1   |  | Mamelodi Sundowns FC       | 1-1 |     | 1-0 | 0-0 |
| 3    | Raja CA              | 8   | 6 | 2 | 2 | 2 | 4  | 5  | -1   |  | Raja CA                    | 0-2 | 1-0 |     | 1-0 |
| 4    | AS Maniema Union     | 3   | 6 | 0 | 3 | 3 | 3  | 7  | -4   |  | AS Maniema Union           | 1-1 | 1-2 | 1-1 |     |

#### Groupe C
| Rang | Équipe             | Pts | J | G | N | P | Bp | Bc | Diff |  | Résultats (▼ dom., ► ext.) |     |     |     |     |
| ---- | ------------------ | --- | - | - | - | - | -- | -- | ---- |  | -------------------------- | --- | --- | --- | --- |
| 1    | Orlando Pirates FC | 14  | 6 | 4 | 2 | 0 | 10 | 4  | +6   |  | Orlando Pirates FC         |     | 0-0 | 2-0 | 3-0 |
| 2    | Al-Ahly SC         | 10  | 6 | 3 | 1 | 2 | 14 | 7  | +7   |  | Al-Ahly SC                 | 1-2 |     | 6-1 | 4-2 |
| 3    | CR Belouizdad      | 9   | 6 | 3 | 0 | 3 | 11 | 10 | +1   |  | CR Belouizdad              | 1-2 | 1-0 |     | 6-0 |
| 4    | Stade d'Abidjan    | 1   | 6 | 0 | 1 | 5 | 4  | 18 | -14  |  | Stade d'Abidjan            | 1-1 | 1-3 | 0-1 |     |

#### Groupe D
| Rang | Équipe            | Pts | J | G | N | P | Bp | Bc | Diff |  | Résultats (▼ dom., ► ext.) |     |     |     |     |
| ---- | ----------------- | --- | - | - | - | - | -- | -- | ---- |  | -------------------------- | --- | --- | --- | --- |
| 1    | ES Tunis          | 13  | 6 | 4 | 1 | 1 | 12 | 3  | +9   |  | ES Tunis                   |     | 2-0 | 4-1 | 4-0 |
| 2    | Pyramids FC       | 13  | 6 | 4 | 1 | 1 | 14 | 4  | +10  |  | Pyramids FC                | 2-1 |     | 5-1 | 6-0 |
| 3    | Sagrada Esperança | 5   | 6 | 1 | 2 | 3 | 3  | 10 | -7   |  | Sagrada Esperança          | 0-0 | 0-1 |     | 1-0 |
| 4    | Djoliba AC        | 2   | 6 | 0 | 2 | 4 | 0  | 12 | -12  |  | Djoliba AC                 | 0-1 | 0-0 | 0-0 |     |

## Phase à élimination directe

### Tirage au sort
Les équipes qualifiées sont réparties selon leur classement en phase de poules (voir le tableau ci-dessous), les vainqueurs de groupe bénéficiant de l'avantage de jouer le match retour à domicile.
| Les 8 qualifiés | Les 8 qualifiés             | Les 8 qualifiés            | Les 8 qualifiés |
| Groupe          | Pot 1 - Vainqueur de groupe | Pot 2 - Deuxième de groupe |                 |
| --------------- | --------------------------- | -------------------------- | --------------- |
| A               | Al Hilal Club               | MC Alger                   |                 |
| B               | AS FAR                      | Mamelodi Sundowns FC       |                 |
| C               | Orlando Pirates FC          | Al Ahly SC                 |                 |
| D               | ES Tunis                    | Pyramids FC                |                 |

### Quarts de finale
| Équipe               | Aller | Total | Retour | Équipe             |
| -------------------- | ----- | ----- | ------ | ------------------ |
| Al Ahly SC           | 1 - 0 | 2 - 0 | 1 - 0  | Al Hilal Club      |
| Pyramids FC          | 4 - 1 | 4 - 3 | 0 - 2  | AS FAR             |
| Mamelodi Sundowns FC | 1 - 0 | 1 - 0 | 0 - 0  | ES Tunis           |
| MC Alger             | 0 - 1 | 0 - 1 | 0 - 0  | Orlando Pirates FC |

### Demi-finales
| Équipe               | Aller | Total  | Retour | Équipe      |
| -------------------- | ----- | ------ | ------ | ----------- |
| Mamelodi Sundowns FC | 0 - 0 | 1E - 1 | 1 - 1  | Al Ahly SC  |
| Orlando Pirates      | 0 - 0 | 2 - 3  | 2 - 3  | Pyramids FC |

### Finale
| Équipe               | Aller | Total | Retour | Équipe      |
| -------------------- | ----- | ----- | ------ | ----------- |
| Mamelodi Sundowns FC | 1 - 1 | 2 - 3 | 1 - 2  | Pyramids FC |

### Tableau final
|  | Quarts de finale     | Quarts de finale     | Quarts de finale    | Quarts de finale    |                      |                      | Demi-finales        | Demi-finales        | Demi-finales        | Demi-finales        |  |  | Finale                  | Finale                  | Finale                  | Finale                  |
|  |                      |                      |                     |                     |                      |                      |                     |                     |                     |                     |  |  |                         |                         |                         |                         |
|  | 1er et 8 avril 2025  | 1er et 8 avril 2025  | 1er et 8 avril 2025 | 1er et 8 avril 2025 |                      |                      | 19 et 25 avril 2025 | 19 et 25 avril 2025 | 19 et 25 avril 2025 | 19 et 25 avril 2025 |  |  | 24 mai et 1er juin 2025 | 24 mai et 1er juin 2025 | 24 mai et 1er juin 2025 | 24 mai et 1er juin 2025 |
|  | 1er et 8 avril 2025  | 1er et 8 avril 2025  | 1er et 8 avril 2025 | 1er et 8 avril 2025 |                      |                      | 19 et 25 avril 2025 | 19 et 25 avril 2025 | 19 et 25 avril 2025 | 19 et 25 avril 2025 |  |  | 24 mai et 1er juin 2025 | 24 mai et 1er juin 2025 | 24 mai et 1er juin 2025 | 24 mai et 1er juin 2025 |
|  | Mamelodi Sundowns FC | Mamelodi Sundowns FC | 1                   | 0                   |                      |                      | 19 et 25 avril 2025 | 19 et 25 avril 2025 | 19 et 25 avril 2025 | 19 et 25 avril 2025 |  |  | 24 mai et 1er juin 2025 | 24 mai et 1er juin 2025 | 24 mai et 1er juin 2025 | 24 mai et 1er juin 2025 |
|  | Mamelodi Sundowns FC | Mamelodi Sundowns FC | 1                   | 0                   |                      |                      | 19 et 25 avril 2025 | 19 et 25 avril 2025 | 19 et 25 avril 2025 | 19 et 25 avril 2025 |  |  | 24 mai et 1er juin 2025 | 24 mai et 1er juin 2025 | 24 mai et 1er juin 2025 | 24 mai et 1er juin 2025 |
|  | ES Tunis             | ES Tunis             | 0                   | 0                   |                      |                      | 19 et 25 avril 2025 | 19 et 25 avril 2025 | 19 et 25 avril 2025 | 19 et 25 avril 2025 |  |  | 24 mai et 1er juin 2025 | 24 mai et 1er juin 2025 | 24 mai et 1er juin 2025 | 24 mai et 1er juin 2025 |
|  | ES Tunis             | ES Tunis             | 0                   | 0                   | Mamelodi Sundowns FC | Mamelodi Sundowns FC | 0                   | 1 E                 |                     |                     |  |  | 24 mai et 1er juin 2025 | 24 mai et 1er juin 2025 | 24 mai et 1er juin 2025 | 24 mai et 1er juin 2025 |
|  | 1er et 8 avril 2025  |                      |                     |                     | Mamelodi Sundowns FC | Mamelodi Sundowns FC | 0                   | 1 E                 |                     |                     |  |  | 24 mai et 1er juin 2025 | 24 mai et 1er juin 2025 | 24 mai et 1er juin 2025 | 24 mai et 1er juin 2025 |
|  |                      |                      | Al Ahly SC          | Al Ahly SC          | 0                    | 1                    |                     |                     |                     |                     |  |  | 24 mai et 1er juin 2025 | 24 mai et 1er juin 2025 | 24 mai et 1er juin 2025 | 24 mai et 1er juin 2025 |
|  | Al Ahly SC           | Al Ahly SC           | Al Ahly SC          | Al Ahly SC          | 0                    | 1                    | 1                   | 1                   |                     |                     |  |  | 24 mai et 1er juin 2025 | 24 mai et 1er juin 2025 | 24 mai et 1er juin 2025 | 24 mai et 1er juin 2025 |
|  | Al Ahly SC           | Al Ahly SC           | 19 et 25 avril 2025 |                     |                      |                      | 1                   | 1                   |                     |                     |  |  | 24 mai et 1er juin 2025 | 24 mai et 1er juin 2025 | 24 mai et 1er juin 2025 | 24 mai et 1er juin 2025 |
|  | Al Hilal Club        | Al Hilal Club        | 0                   | 0                   |                      |                      |                     |                     |                     |                     |  |  | 24 mai et 1er juin 2025 | 24 mai et 1er juin 2025 | 24 mai et 1er juin 2025 | 24 mai et 1er juin 2025 |
|  | Al Hilal Club        | Al Hilal Club        | 0                   | 0                   | Mamelodi Sundowns FC | Mamelodi Sundowns FC | 1                   | 1                   |                     |                     |  |  |                         |                         |                         |                         |
|  | 1er et 9 avril 2025  |                      |                     |                     | Mamelodi Sundowns FC | Mamelodi Sundowns FC | 1                   | 1                   |                     |                     |  |  |                         |                         |                         |                         |
|  |                      |                      | Pyramids FC         | Pyramids FC         | 1                    | 2                    |                     |                     |                     |                     |  |  |                         |                         |                         |                         |
|  | MC Alger             | MC Alger             | Pyramids FC         | Pyramids FC         | 1                    | 2                    | 0                   | 0                   |                     |                     |  |  |                         |                         |                         |                         |
|  | MC Alger             | MC Alger             |                     |                     |                      |                      |                     |                     |                     |                     |  |  |                         |                         |                         |                         |
|  | Orlando Pirates      | Orlando Pirates      | 1                   | 0                   |                      |                      |                     |                     |                     |                     |  |  |                         |                         |                         |                         |
|  | Orlando Pirates      | Orlando Pirates      | 1                   | 0                   | Orlando Pirates FC   | Orlando Pirates FC   | 0                   | 2                   |                     |                     |  |  |                         |                         |                         |                         |
|  | 1er et 8 avril 2025  |                      |                     |                     | Orlando Pirates FC   | Orlando Pirates FC   | 0                   | 2                   |                     |                     |  |  |                         |                         |                         |                         |
|  |                      |                      | Pyramids FC         | Pyramids FC         | 0                    | 3                    |                     |                     |                     |                     |  |  |                         |                         |                         |                         |
|  | Pyramids FC          | Pyramids FC          | Pyramids FC         | Pyramids FC         | 0                    | 3                    | 4                   | 0                   |                     |                     |  |  |                         |                         |                         |                         |
|  | Pyramids FC          | Pyramids FC          |                     |                     |                      |                      |                     | 0                   |                     |                     |  |  |                         |                         |                         |                         |
|  | AS FAR               | AS FAR               | 1                   | 2                   |                      |                      |                     |                     |                     |                     |  |  |                         |                         |                         |                         |
|  | AS FAR               | AS FAR               | 1                   | 2                   |                      |                      |                     |                     |                     |                     |  |  |                         |                         |                         |                         |
|  |                      |                      |                     |                     |                      |                      |                     |                     |                     |                     |  |  |                         |                         |                         |                         |

## Statistiques

### Classements des buteurs et des passeurs décisifs
Statistiques officielles de la CAF, rencontres de la phase qualificative exclues.
| Rang | Buteur | Club | Buts | Passes | Minutes jouées |
| ---- | ------ | ---- | ---- | ------ | -------------- |
| 1    |        |      |      |        |                |
| 2    |        |      |      |        |                |
| 3    |        |      |      |        |                |

| Rang | Passeur | Club | Passes | Buts | Minutes jouées |
| ---- | ------- | ---- | ------ | ---- | -------------- |
| 1    |         |      |        |      |                |
| 2    |         |      |        |      |                |
| 3    |         |      |        |      |                |